# Верхній Ясенів
Ве́рхній Ясені́в (до 1946 р.— Ясенів Горішній) — село в Україні, у Верховинській селищній громаді Верховинського району Івано-Франківської області.

## Розташування
Село розташоване на відстані 12 км від районного центру Верховина та за 45 км від залізничної станції Ворохта, у долині річки Чорний Черемош, у яку в селі впадає струмок Млинський.
У селі струмок Росошний впадає у річку Чорний Черемош.

## Історія
Засноване 1686 р. До 1946 р. відоме під назвою Ясенів Горішній.
Наприкінці XIX ст. великим земельним власником у селі було Товариство для плодів лісу (Відень), а його попередником — родина Страшерів.
Уродженець села Іван Бойчук після загибелі Олекси Довбуша очолив у 1745 році рух карпатських опришків. Загін Бойчука брав участь у гайдамацькому русі на Правобережній Україні.
7 червня 1946 року указом Президії Верховної Ради УРСР село Ясенів Горішній Жаб'євського району перейменовано на село Верхній Ясенів і Ясенево-Горішнівську сільську раду — на Верхньоясенівська.
У Верхньому Ясенові жив останній мольфар Карпат — Михайло Нечай.
23 серпня 2015 року єпископ Коломийський і Косівський Юліан (Гатала) у Верхньому Ясенові звершив освячення храму святої Софії премудрості Божої
12 червня 2020 року, відповідно до Розпорядження Кабінету Міністрів України  № 714-р «Про визначення адміністративних центрів та затвердження територій територіальних громад Івано-Франківської області», увійшло до складу Верховинської селищної громади.
19 липня 2020 року, в результаті адміністративно-територіальної реформи та ліквідації Верховинського району, село увійшло до складу новоутвореного Верховинського району.

## Церква Пресвятої Тройці
Докладніше: Церква Пресвятої Тройці (Верхній Ясенів)
У селі розташована діюча дерев'яна церква Пресвятої Тройці, побудована в 1882 році, освячено в 1900 році, або 1883 році. Розташована у південній частині села біля кладовища, поруч з головною дорогою. 
Первісно храм був перекритий гонтом, проте в 30-х роках ХХ століття її перекрили бляхою. Пізніше стіни над опасанням були покриті пластиковою вагонкою. Під час останніх ремонтів, які відбулися в 2000-х роках опасання, стіни над ним та дахи були перекриті карбованою бляхою.
Хрестоподібна в план, побудована з брусів, перекрита карбованою бляхою. Використовується парафією Православної церкви України.

## Населення
Згідно з переписом УРСР 1989 року чисельність наявного населення села становила 1290 осіб, з яких 611 чоловіків та 679 жінок.
За переписом населення України 2001 року в селі мешкали 1204 особи.

### Мова
Розподіл населення за рідною мовою за даними перепису 2001 року:
| Мова       | Кількість | Відсоток |
| ---------- | --------- | -------- |
| українська | 1204      | 99.92%   |
| російська  | 1         | 0.08%    |
| Усього     | 1205      | 100%     |

## Сьогодення
Багато місцевих жителів — різьбярі по дереву й металу.
Туристична інфраструктура в селі слабо розвинена, є кілька приватних садиб зеленого туризму.
22 травня 2020 р. відкрили сучасну амбулаторію.

## Цікаві факти

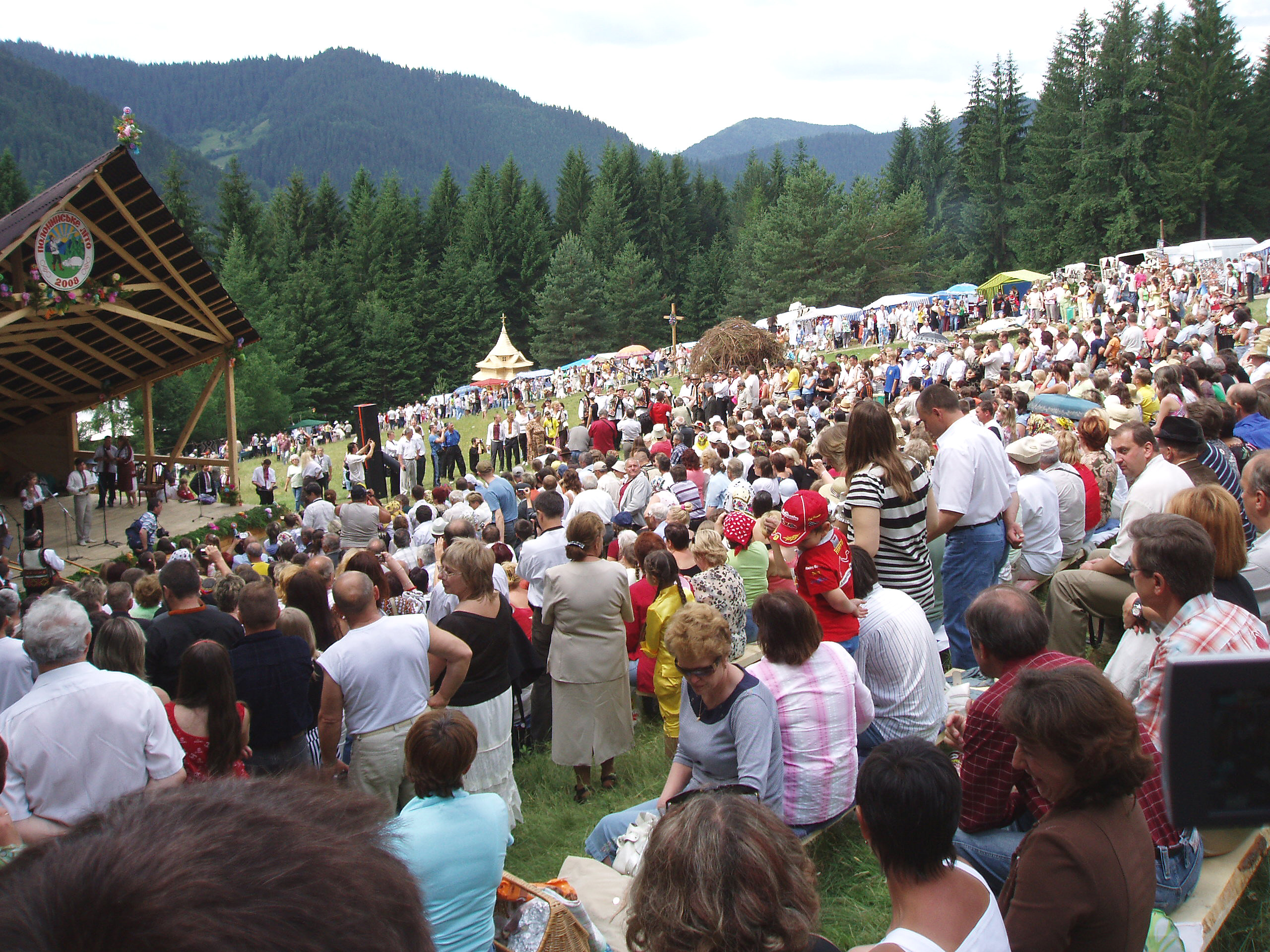
Гуцульський фольклорний фестиваль «Проводи на полонину» 29 червня 2008 року село Верхній Ясенів

У селі проводиться щорічний Гуцульський фольклорний фестиваль «Черемош Фест». Щорічно цей захід приваблює десятки тисяч гостей не лише  зі всієї України, але й з-за кордону. Сюди приїжджають з виступами аматорські гуцульські колективи всього карпатського регіону.

## Відомі особи

### Народилися
- Бойчук Іван — один із ватажків руху карпатських опришків 1740—1750-х рр.;
- Домбчевський Роман Йосифович (25 травня 1884 — 1952, Одеса) — юрист (закінчив Львівський університет 1908 р.), сотник УГА, секретар посольства УНР у Чехії (1921—1922 рр.), фаховий захисник української мови, публіцист, автор книги «За права мови» (вид. 1934 р.). Вільно володів вісьмома мовами;
- Марія Кречунєк «Чукутиха» (26 квітня 1836 — середина 1930-х) — відома гуцульська співачка[14];
- Кумлик Роман Петрович (1948—2014) — гуцульський музикант-віртуоз, поет-коломийкар, заслужений працівник культури України, керівник капели «Черемош», власник приватного Музею гуцульського побуту, етнографії та музичних інструментів, дійсний член Наукового карпатського товариства у Варшаві.